# Zajsan
Zajsan (kazakiska: Зайсан көлі) är en 150 km lång och 22–48 km bred sjö belägen i nordöstra Kazakstan i Centralasien. Sjön täcker en yta på 5 510 km². Zajsan genomflyts av floden Irtysj. År 1967 dämdes sjön upp 67 meter och bildade då ett regleringsmagasin med en yta av 5 510 km² med en volym på 53 km³ varav 31 km³ är reglerbar. Den ursprungliga sjön var endast 8,5 meter djup. Sjön regleras huvudsakligen för vattenkraftsändamål.
Zajsans ålder är inte med fastställd, men mycket talar för att den är en väldigt gammal sjö, kanske till och med äldre än Bajkalsjön som anses vara mer än 20 miljoner år gammal. Möjligen kan Zajsan vara äldre än 65 miljoner år.